# Heteropoda hermitis
Heteropoda hermitis este o specie de păianjeni din genul Heteropoda, familia Sparassidae. A fost descrisă pentru prima dată de Hogg, 1914.
Este endemică în Western Australia. Conform Catalogue of Life specia Heteropoda hermitis nu are subspecii cunoscute.